# Équipe de Slovaquie de hockey sur glace
Cet article traite de l'équipe masculine. Pour l'équipe féminine, voir Équipe de Slovaquie féminine de hockey sur glace.
L'équipe de Slovaquie de hockey sur glace représente la sélection nationale de Slovaquie regroupant les meilleurs joueurs de hockey sur glace lors des compétitions internationales. L’équipe actuelle est fondée en 1993 à la suite de l'éclatement de la Tchécoslovaquie. Elle est sous la tutelle de la Fédération de Slovaquie de hockey sur glace.

## Historique
La première équipe slovaque a existé de 1939 à 1945. À la suite des Accords de Munich la Tchécoslovaquie est dissoute en 1939: la Tchéquie devient un protectorat du Reich allemand et la Slovaquie devient un État indépendant sous le nom de République Slovaque. En 1945 après la fin de la guerre, la Tchécoslovaquie est reconstituée ainsi que son équipe de hockey. L'équipe de hockey de la Slovaquie revoit le jour en 1993, après la dissolution définitive de la Tchécoslovaquie.
En 2011 deux jours après la mort de Pavol Demitra dans l'accident d'avion du Lokomotiv Iaroslav, la Fédération de Slovaquie de hockey sur glace décide que plus aucun joueur de l'équipe nationale ne pourra porter le 38 et retire son numéro.

## Effectif
| No    | Nom               | Position       | Club                             |
| ----- | ----------------- | -------------- | -------------------------------- |
| +004, | Dávid Mudrák      | Défenseur      | Mountfield HK                    |
| +006, | Dávid Romaňák     | Défenseur      | HK Spišská Nová Ves              |
| +007, | Mário Grman       | Défenseur      | Admiral Vladivostok              |
| +008, | Maxim Čajkovič    | Attaquant      | HC Litvínov                      |
| +010, | Adam Sýkora       | Attaquant      | Wolf Pack de Hartford            |
| +013, | Michal Krištof    | Attaquant      | Schlittschuh Club Langnau Tigers |
| +015, | Dalibor Dvorský   | Attaquant      | Thunderbirds de Springfield      |
| +016, | Róbert Lantoši    | Attaquant      | HC Bílí Tygři Liberec            |
| +017, | Matej Kašlík      | Attaquant      | ČEZ Motor České Budějovice       |
| +019, | Patrik Hrehorčák  | Attaquant      | HC Oceláři Třinec                |
| +022, | Samuel Kňažko     | Défenseur      | Monsters de Cleveland            |
| +024, | Patrik Rybár      | Gardien de but | HC Red Star Kunlun               |
| +027, | Sebastián Čederle | Attaquant      | HK Nitra                         |
| +029, | Michal Ivan       | Attaquant      | HC Bílí Tygři Liberec            |
| +031, | Samuel Hlavaj     | Gardien de but | Wild de l'Iowa                   |
| +032, | Adam Húska        | Gardien de but | Hockey Club Lugano               |
| +040, | Miloš Roman - A   | Attaquant      | HC Oceláři Třinec                |
| +042, | Samuel Honzek     | Attaquant      | Flames de Calgary                |
| +044, | Mislav Rosandić   | Défenseur      | HC Košice                        |
| +049, | Samuel Takáč - A  | Attaquant      | HC Slovan Bratislava             |
| +064, | Patrik Koch       | Défenseur      | HC Oceláři Třinec                |
| +073, | Michal Beňo       | Défenseur      | HKm Zvolen                       |
| +087, | Pavol Regenda     | Attaquant      | Barracuda de San José            |
| +088, | Martin Chromiak   | Attaquant      | Reign d'Ontario                  |
| +091, | Matúš Sukeľ - C   | Attaquant      | HC Litvínov                      |
| +098, | Andrej Golian     | Défenseur      | HC Slovan Bratislava             |

## Résultats

### Jeux olympiques
- 1994 - 6e place
- 1998 - 10e place
- 2002 - 13e place
- 2006 - 5e place
- 2010 - 4e place
- 2014 - 11e place
- 2018 - 11e place
- 2022 -  Médaille de bronze

### Championnat du monde
La Slovaquie commence les Championnats du monde de hockey sur glace en 1994 dans la division C et monte en 2 ans dans la division A mondiale.
- 1994 - 21e place (1re de la poule C)
- 1995 - 13e place (1re de la poule B)
- 1996 - 9e place
- 1997 - 8e place
- 1998 - 7e place
- 1999 - 7e place
- 2000 -
- 2001 - 7e place
- 2002 -
- 2003 -
- 2004 - 4e place
- 2005 - 5e place
- 2006 - 8e place
- 2007 - 6e place
- 2008 - 13e place
- 2009 - 10e place
- 2010 - 12e place
- 2011 - 10e place
- 2012 -  Médaille d'argent
- 2013 - 8e place
- 2014 - 9e place
- 2015 - 9e place
- 2016 - 9e place
- 2017 - 14e place
- 2018 - 9e place
- 2019 - 9e place
- 2020 - Annulé en raison du coronavirus
- 2021 - 8e place
- 2022 - 8e place
- 2023 - 9e place
- 2024 - 7e place
- 2025 - 11e place

Note -  Promue ;  Reléguée

### Coupe du monde
La Coupe du monde remplace la Coupe Canada à partir de 1996, la Slovaquie participe donc dès la première édition de cette nouvelle formule.
- 1996 - Premier tour
- 2004 - Quart de finale
- 2016 - Ne participe pas[4]

### Coupe des nations
- 1994 -
- 1995 - 4e place
- 1996 - Ne participe pas
- 1997 -
- 1998 - 1999 -  Annulée
- 2000 -
- 2001 -
- 2002-2003 - Ne participe pas
- 2004 -
- 2005 -
- 2006 -
- 2007 - 4e place
- 2008 - 4e place
- 2009 - 4e place
- 2010 - 4e place
- 2011 -
- 2012 -
- 2013 - 4e place
- 2014 -
- 2015 - 4e place
- 2016 -
- 2017 -

## Classement mondial
| Année     | Rang | Points | Progression |
| --------- | ---- | ------ | ----------- |
| 2003      | 5    | 3 480  |             |
| 2004      | 3    | 3 235  | +2          |
| 2005      | 4    | 2 965  | -1          |
| Mai 2006  | 6    | 3 685  | -2          |
| 2007      | 6    | 3 390  | ±0          |
| 2008      | 8    | 2 955  | -2          |
| 2009      | 9    | 2 635  | -1          |
| Fév. 2010 | 7    | 3 470  | +2          |
| Mai 2010  | 8    | 3 405  | -1          |
| 2011      | 10   | 3 130  | -2          |
| 2012      | 6    | 2 765  | +4          |

| Année     | Rang | Points | Progression |
| --------- | ---- | ------ | ----------- |
| 2013      | 8    | 2 520  | -2          |
| Fév. 2014 | 8    | 3 295  | ±0          |
| Mai 2014  | 8    | 3 300  | ±0          |
| 2015      | 8    | 3 160  | ±0          |
| 2016      | 8    | 2 870  | ±0          |
| 2017      | 11   | 2 530  | -3          |
| Fev. 2018 | 10   | 3 220  | +1          |
| Mai 2018  | 10   | 3 245  | ±0          |
| 2019      | 9    | 3 040  | +1          |
| 2020      | 9    | 2835   | ±0          |
| 2021      | 9    | 2670   | ±0          |

## Équipe junior moins de 20 ans

### Championnats du monde junior
La Slovaquie participe au Championnat du monde junior uniquement à partir de 2007, pourtant l'équipe des U20 entre directement en groupe élite.
- 2007 - 8e place
- 2008 - 7e place
- 2009 - 4e place
- 2010 - 8e place
- 2011 - 8e place
- 2012 - 6e place
- 2013 - 8e place
- 2014 - 8e place
- 2015 -
- 2016 - 7e place
- 2017 - 8e place
- 2018 - 7e place
- 2019 - 8e place
- 2020 - 8e place
- 2021 - 8e place
- 2022 - 9e place
- 2023 - 6e place
- 2024 - 6e place
- 2025 - 6e place

## Équipe des moins de 18 ans

### Championnats du monde moins de 18 ans
L'équipe des moins de 18 ans participe à partir de 2007, directement en groupe élite.
- 2007 - 5e place
- 2008 - 7e place
- 2009 - 4e place
- 2010 - 8e place
- 2011 - 10e place
- 2012 - 1er place de Division 1, groupe A
- 2013 - 9e place
- 2014 - 8e place
- 2015 - 7e place
- 2016 - 5e place
- 2017 - 6e place
- 2018 - 7e place
- 2019 - 10e place
- 2020 - Annulé en raison du coronavirus
- 2021 - Annulé en raison du coronavirus
- 2022 - 1er place de Division IA
- 2023 - 4e place
- 2024 - 4e place
- 2025 - 4e place